# Huntington Park
Huntington Park város az USA Kalifornia államában, Los Angeles megyében. Lakosainak száma 54 883 fő (2020. április 1.).

## Népesség
A település népességének változása:

| 2010 | 58 114 |
| 2020 | 54 883 |